# Meta (ime)
Meta je žensko osebno ime.

## Izvor imena
Ime Meta je različica ženskega osebnega imena Marjeta.

## Pogostost imena
Po podatkih Statističnega urada Republike Slovenije je bilo na dan 31. decembra 2007 v Sloveniji število ženskih oseb z imenom Meta: 769.

## Osebni praznik
Osebe z imenom Meta lahko godujejo takrat kot osebe z imenom Marjeta.